# Jan Nepomucen de Tschiderer
Jan Nepomucen de Tschiderer, właśc. niem. Johann Nepomuk von Tschiderer (ur. 15 kwietnia 1777 w Bozen w Tyrolu Płd., zm. 3 grudnia 1860 w Trydencie) – profesor teologii, biskup Trydentu, błogosławiony Kościoła katolickiego.
Był piątym z siedmiorga dzieci Josepha Joachima Tschiderer i Kathariny Giovanelli. Chodził do miejscowej szkoły franciszkańskiej. Razem z rodziną przeniósł się do Innsbrucku, gdzie studiował teologię. 27 lipca 1800 roku otrzymał święcenia kapłańskie, a po dwóch latach udał się do Rzymu. Tam został mianowany wikariuszem apostolskim. W 1834 roku został mianowany na biskupa Trydentu przez cesarza Franciszka I.
Zmarł w opinii świętości w wieku 83 lat.
Został beatyfikowany przez papieża Jana Pawła II w dniu 30 kwietnia 1995 roku w Trydencie podczas obchodów 450-rocznicy inauguracji soboru trydenckiego.